# Csajág felső megállóhely
Csajág felső megállóhely (korábbi nevén Csajág-újpuszta, illetve Csajág 26. sz. őrház) egy Veszprém vármegyei vasúti megállóhely, melyet a GYSEV üzemeltetett Csajág közigazgatási területén. A belterület nyugati szélén létesült, a központtól alig fél kilométerre, közúti elérését a községen átvezető 7207-es út felől egy önkormányzati út (települési nevén Petőfi Sándor utca) biztosította.
A megállóhely jelenleg használaton kívüli, elhagyatott, mivel az egyetlen érintett vasútvonalon 2007 óta nincs forgalom.
A megállót egyetlen vonal, a Lepsény–Hajmáskér-vasútvonal érintette és csak személyvonatok álltak meg itt, ezek általában Bzmot illetve az utolsó években Desiro motorvonatok voltak. Korábban épülettel is rendelkezett, ami egy légi fotó tanúsága szerint 1985-ben még állt; lebontási ideje ismeretlen. Helyére később egy esőbeálló bódé került, de jelenleg már az sincs meg. Közvetlenül mellette vasúti átkelőhely is található, az ott áthaladó úton a 710-es főútra lehet kijutni a községből.
A megállóhely az 1939/1947-es menetrendben Csajág-újpuszta, az 1914/1918-as menetrendben Csajág 26. sz. őrház néven szerepelt.